# 三重交通グループホールディングス
三重交通グループホールディングス株式会社（みえこうつうグループホールディングス、英: Mie Kotsu Group Holdings,Inc.）は、三重交通、三交不動産が設立した共同持株会社である。近鉄グループホールディングスの持分法適用会社。東京証券取引所プライム市場・名古屋証券取引所プレミア市場上場（証券コード3232）。

## 概要
三重県全域と愛知県、奈良県、和歌山県の一部で乗合バス事業と貸切バス事業を運営する三重交通と愛知県、三重県を中心に不動産業を展開する三交不動産により2006年に共同持株会社として設立、株式所有による三交グループの連結経営の立案と実行を行う。2009年6月30日までの社名は株式会社三交ホールディングス（さんこうホールディングス）と三重交通の略称ブランドを用いたものであったが、「三重交通」（みえこうつう）ブランドの認知度をより深めるために現社名へ変更された。

## 沿革
- 2006年
  - 9月26日 - 三重交通の上場廃止。
  - 10月1日 - 株式会社三交ホールディングス、株式を名古屋証券取引所第一部に上場。
  - 10月2日 - 株式会社三交ホールディングス設立。
- 2007年
  - 4月1日 - 三重交通株式会社および三交不動産株式会社が会社分割を実施、両社より関係会社株式管理事業をそれぞれ承継。
  - 10月1日 - 近畿日本鉄道傘下の名阪近鉄バスを簡易株式交換により完全子会社化（近畿日本鉄道の三交HD持ち株比率が上昇）。
- 2008年
  - 4月 - 三交液化ガス株式会社が、三交商事株式会社と合併（後者が存続会社）。
  - 12月1日 - 三交自動車サービス株式会社が、三重交通と合併（後者が存続会社）。
- 2009年7月1日 - 三重交通グループホールディングス株式会社に社名変更。
- 2014年
  - 9月1日- 単元株式数を1,000株から100株に変更。
  - 10月1日 - 三重交通グループの70周年記念事業として三重県営鈴鹿スポーツガーデンと三重県営総合競技場の命名権（ネーミングライツ）を取得、それぞれ「三重交通G スポーツの杜 鈴鹿」、「三重交通G スポーツの杜 伊勢」となる[5]。契約期間は10年間で、年間契約額は2施設で1000万円[5]。
- 2015年3月19日 - 東京証券取引所第一部に上場[4][3]。
- 2022年4月 - 東京証券取引所プライム市場、名古屋証券取引所プレミア市場へ移行。

## グループ会社
三重交通グループは三重交通グループホールディングス、子会社23社、関連会社3社及びその他の関係会社2社で構成され（2024年3月31日現在）、運輸業・流通業・不動産業など多岐にわたる事業を営んでいる。事業内容はそれぞれの項目を参照のこと。一部は近鉄グループの企業としても扱われる。

### 運輸業
- 三重交通
- 名阪近鉄バス
- 三交伊勢志摩交通
- 三重急行自動車
- 八風バス
- 三交タクシー

### 不動産業
- 三交不動産 - 分譲マンション、分譲住宅、注文住宅、リフォーム、不動産仲介、賃貸マンション、賃貸オフィスビル、賃貸商業施設、事業用土地賃貸、駐車場、利用再生エネルギー、高齢者向け住宅、トマト栽培
- 三重交通コミュニティ - マンションやビルの保守・維持・管理・清掃
- 三交不動産鑑定所 - 不動産の鑑定・コンサルティング
- エム・エス・ピー - 木材、建材の加工販売。関連会社

### 流通業
- 三重交通商事 - ガソリンスタンド（コスモ石油、ENEOS）、コメダ珈琲店、大戸屋、コインランドリー（WASHハウス）を運営
- 三交クリエイティブ・ライフ - ハンズ名古屋店を運営（ANNEX店は閉店）
- 三交シーエルツー - ハンズ桑名店、モゾワンダーシティ店、名古屋松坂屋店(ANNEX店から移転)を運営
- 三重いすゞ自動車
- エム・エヌ・ボディーワークス

### レジャー・サービス業
- 名阪近鉄旅行
- 三交興業 - 名阪関ドライブインを運営（名阪上野ドライブインは閉店）
- 三重カンツリークラブ
- 鳥羽シーサイドホテル
- 御在所ロープウェイ
- 三交イン - ビジネスホテルを経営
- 三交ドライビングスクール - 四日市自動車学校（四日市市）、名四自動車学校（名古屋市）を運営
- ミドリサービス - 造園土木業
- 三交ウェルフェア - 福祉介護施設の運営
- 三重県観光開発 - 伊勢志摩スカイラインを運営。持分法適用関連会社
- 松阪カントリークラブ - 持分法適用関連会社

### その他の関係会社
- 近鉄グループホールディングス
  - 近畿日本鉄道